# Пјана дели Албанези
Пјана дели Албанези (итал. Piana degli Albanesi) је насеље у Италији у округу Палермо, региону Сицилија.
Према процени из 2011. у насељу је живело 5651 становника. Насеље се налази на надморској висини од 642 м.

## Становништво
Према резултатима пописа становништва 2011. у општини је живело 6.010 становника.
| 1931. | 1936. | 1951. | 1961. | 1971. | 1981. | 1991. | 2001. | 2011. |
| ----- | ----- | ----- | ----- | ----- | ----- | ----- | ----- | ----- |
| 7.201 | 7.153 | 7.239 | 6.880 | 6.131 | 5.975 | 6.129 | 6.227 | 6.010 |

## Партнерски градови
- Тирана